# Jonathan Guishard
Jonathan Guishard (n. el 2 de julio de 1996) es un futbolista profesional de Anguila. Además, ha jugado para la selección de su país.

## Clubes
| Club                   | País               | Año           | Juegos | Goles |
| ---------------------- | ------------------ | ------------- | ------ | ----- |
| Spartans International | Bandera de Anguila | 2014 - 2017   | ?      | ?     |
| Kicks United           | Bandera de Anguila | 2018 - 2020   | 14     | 17    |
| Doc's United           | Bandera de Anguila | 2021 -        | 59     | 94    |
| Total carrera          | Total carrera      | Total carrera | 73     | 111   |

## Estadísticas con la selección
| Selección de fútbol de Anguila | Selección de fútbol de Anguila | Selección de fútbol de Anguila |
| Año                            | Partidos                       | Goles                          |
| ------------------------------ | ------------------------------ | ------------------------------ |
| 2014                           | 1                              | 0                              |
| 2015                           | 2                              | 0                              |
| 2016                           | 1                              | 0                              |
| 2018                           | 4                              | 0                              |
| 2019                           | 6                              | 0                              |
| 2021                           | 5                              | 0                              |
| 2022                           | 3                              | 1                              |
| 2023                           | 5                              | 0                              |
| 2004                           | 2                              | 0                              |
| Total                          | 29                             | 1                              |

## Palmarés
| Título                        | Club         | País    | Año       |
| ----------------------------- | ------------ | ------- | --------- |
| 2 (Liga de Fútbol de Anguila) | Kicks United | Anguila | 2018      |
| 2 (Liga de Fútbol de Anguila) | Doc's United | Anguila | 2022-2023 |